# Socka
Socka je naselje v Občini Vojnik.
Leži na poti med Novo Cerkvijo in Vitanjem. Ime je dobila po soteski reke Hudinje. V soteških skladih so našli številne rastlinske in živalske ostanke v laporju. Tu raste redek kamnokreč, te drobne rastlinice naj bi s svojo rastjo drobile kamne (od tod njihovo ime). Več na spletni strani TD Nova Cerkev

## Prebivalstvo
Etnična sestava 1991:
- Slovenci: 349 (96,7 %)
- Hrvati: 2
- Muslimani: 1
- Albanci: 1
- Madžari: 1
- Ostali: 2
- Neznano: 5 (1,4 %)